# Stellar (2022)
Stellar ist ein Filmdrama von Darlene Naponse, das im September 2022 beim Toronto International Film Festival seine Premiere feierte und im weiteren Verlauf des Jahres in die kanadischen Kinos kommen soll.

## Handlung
Der Einschlag eines Meteoriten hat katastrophale Auswirkungen auf den Planeten Erde. Unter diesen Umständen lernen sich zwei indigene Menschen in einer kleinen Bar im Norden von Ontario kennen.

## Produktion
Regie führte Darlene Naponse, die auch das Drehbuch schrieb. Sie ist eine Ojibway vom Stamm der Atikameksheng-Anishinabe. Es handelt sich bei Stellar nach Cradlesong von 2003, Every Emotion Costs von 2010 und Falls Around Her von 2018 um ihren vierten Langfilm.
In den Hauptrollen sind Elle-Máijá Tailfeathers und Braeden Clarke zu sehen. Rossif Sutherland spielt den Barkeeper, K.C. Collins ist in der Rolle von Dance zu sehen.
Die Dreharbeiten fanden ab Juni 2021 in Sudbury in Ontario statt. Als Kameramann fungierte Mathieu Seguin.
Die Premiere erfolgte am 12. September 2022 beim Toronto International Film Festival.

## Auszeichnungen
Toronto International Film Festival 2022
- Nominierung als Best Canadian Feature Film